# Piave merlot riserva
Il Piave Merlot riserva è un vino DOC la cui produzione è consentita nelle province di Treviso e Venezia.

## Caratteristiche organolettiche
- colore: rosso rubino, tendente al granato con l'invecchiamento.
- odore: vinoso, intenso, caratteristico, più delicato, etereo e gradevole se invecchiato.
- sapore: asciutto o abboccato, sapido, di corpo, giustamente tannico, armonico.

## Produzione
Provincia, stagione, volume in ettolitri
- nessun dato disponibile